# Ignacy Szymon I
Ignacy Szymon I (ur. ?, zm. ?) – w latach 1640–1659 102. syryjsko-prawosławny Patriarcha Antiochii. 